# I na co mi to było?
I na co mi to było – album studyjny polskiej piosenkarki Justyny Steczkowskiej oraz serbskiego trębacza Bobana Markovicia. Wydawnictwo ukazało się 23 października 2015 roku nakładem wytwórni muzycznej T1-Teraz.
Projekt muzyczny przepełniony jest cygańską różnorodnością, oddającym charakter kultury bałkańskiej.
Autorem tekstów jest Filip Łobodziński. Muzykę skomponowali Boban Marković oraz Marko Marković.
Album najwyżej notowany na 12. miejscu polskiej listy sprzedaży – OLiS.
Płytę promowały utwory: „Kto wciska mi kit” wydany 27 lipca 2015, „Biel całuje biel” wydany 23 września 2015 oraz „Płoną maki, kapie wino” wydany 26 marca 2016.

## Lista utworów
Opracowano na podstawie materiału źródłowego
| Nr  | Tytuł utworu                    | Słowa             | Muzyka                         | Długość |
| --- | ------------------------------- | ----------------- | ------------------------------ | ------- |
| 1.  | „Kto i z kim - siwy dym”        | Filip Łobodziński | Boban Marković, Marko Marković | 2:52    |
| 2.  | „Kto wciska mi kit”             | Filip Łobodziński | Boban Marković                 | 3:06    |
| 3.  | „Maruśka”                       | Šaban Bajramović  | Šaban Bajramović               | 3:06    |
| 4.  | „Biel całuje biel”              | Filip Łobodziński | Boban Marković                 | 3:44    |
| 5.  | „Wszechmogący (Ty, co masz...)” | Filip Łobodziński | Marko Marković                 | 3:54    |
| 6.  | „Rumunija”                      | -                 | Boban Marković, Marko Marković | 3:25    |
| 7.  | „I na co mi to było”            | Filip Łobodziński | Marko Marković                 | 3:32    |
| 8.  | „U mnie rzuć kotwicę”           | Filip Łobodziński | Marko Marković                 | 2:58    |
| 9.  | „Vranjski Čoček”                | -                 | Boban Marković, Marko Marković | 3:16    |
| 10. | „Los to łobuz”                  | Filip Łobodziński | Boban Marković                 | 3:26    |
| 11. | „Dżelem, Dżelem (Hymn Romski)”  | tekst tradycyjny  | muzyka tradycyjna              | 3:40    |
| 12. | „Płoną maki, kapie wino”        | Filip Łobodziński | muzyka tradycyjna              | 4:00    |
|     |                                 |                   |                                | 40:59   |